# Omalus
Omalus is een geslacht van vliesvleugelige insecten van de familie Goudwespen (Chrysididae).

## Soorten
- O. aeneus (Fabricius, 1787)
- O. biaccinctus (Du Buysson, 1892)
- O. chlorosomus Lucas, 1849
- O. magrettii (Du Buysson, 1890)
- O. miramae (Semenov, 1932)
- O. politus Du Buysson, 1887
- O. zarudnyi (Semenov, 1932)